# محمد محیط طباطبایی

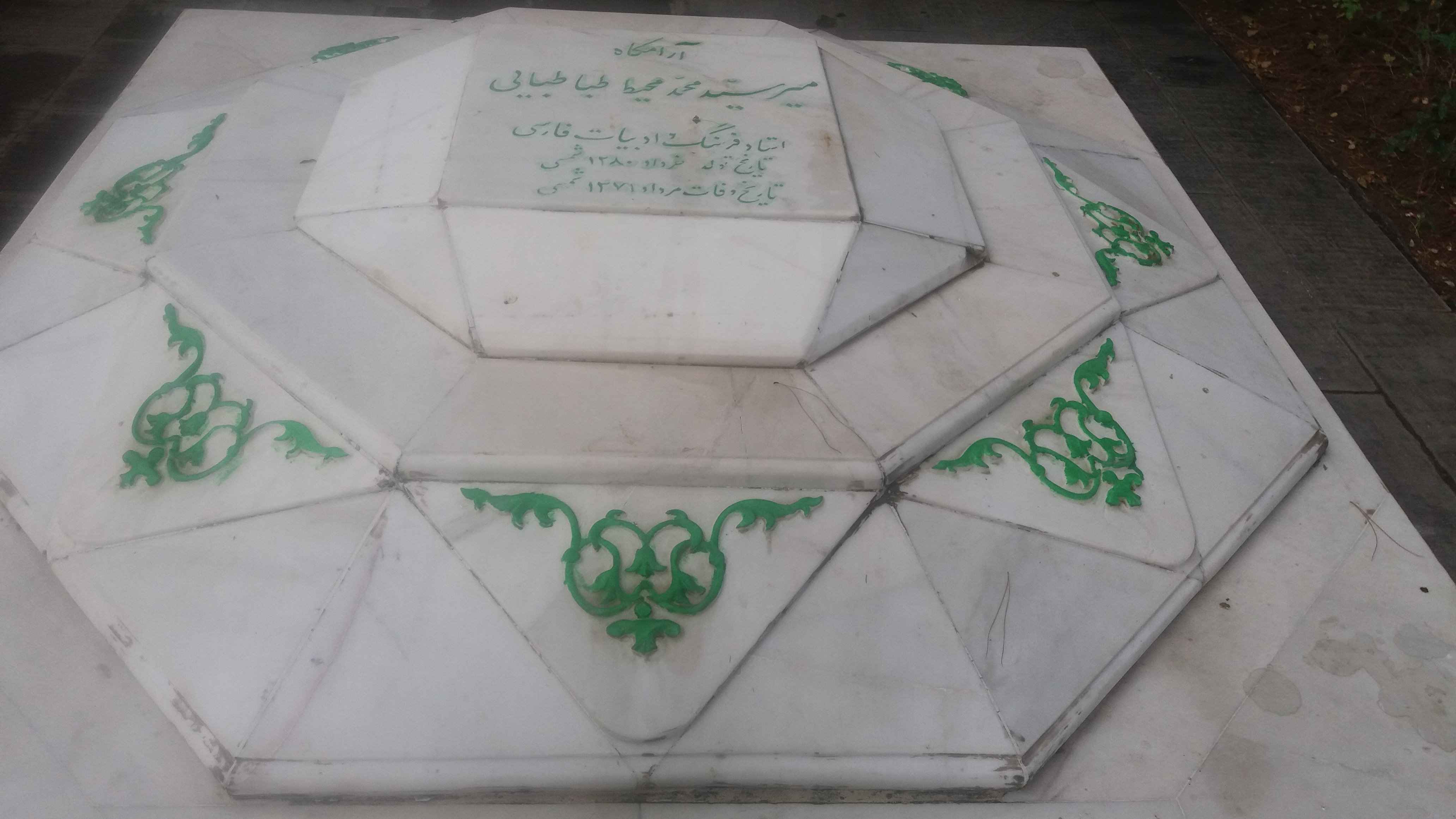
مزار محمد محیط طباطبایی در کنار برج طغرل - آبان ۱۳۹۴

میر سید محمد محیط طباطبائی (زادهٔ ۲۶ خرداد ۱۲۸۰ – درگذشتهٔ ۲۷ مرداد ۱۳۷۱) پژوهشگر ادبی، مورخ، منتقد و ادیب معاصر ایران بود.

## نسب
از سادات طباطبایی است که نَسَبِ ایشان به ابراهیم طباطبا پسر اسماعیل دیباج پسر ابراهیم غمر پسر حسن مثنی پسر حسن مجتبی می‌رسد.

## زندگی
سید محمدِ محیط طباطبائی در ۲۶ خرداد ۱۲۸۰ خورشیدی در شهر زواره از توابع شهرستان اردستان در شمال شرقی اصفهان متولد شد. تحصیلات ابتدایی را در مکتب‌خانه در زادگاه خود گذراند و سپس تحصیلات خود را در مدرسهٔ کاسه‌گران اصفهان ادامه داد، و زبان فرانسوی را آموخت. سپس به زواره بازگشت و در سال ۱۳۰۱ محیط نزد مدیر مدرسه نوبنیاد زواره مرحوم اسدالله کاوه زاده مشغول کار شد و ضمن آن که در امور مدرسه به وی کمک می‌نمود، برخی درس‌ها را تدریس می‌کرد، و خود نزد کاوه زاده زبان انگلیسی می‌آموخت. در سال ۱۳۰۲ به تهران رفت و از مدرسهٔ دارالفنون دیپلم ادبی دریافت کرد و به مدرسه حقوق وارد شد. سه سال بعد به خدمت وزارت معارف درآمد، و برای تدریس و مدیریت دبیرستان به خوزستان رفت. پس از سه سال خدمت در خوزستان به تهران بازگشت و به تدریس تاریخ و جغرافیا در دارالفنون و نیز در دانشکدهٔ افسری پرداخت. مدتی نیز ریاست دبیرستان‌های شرف و معرفت را به عهده داشت. 

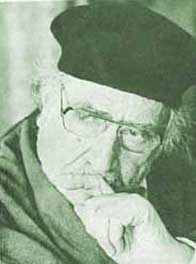
محیط طباطبایی

مقاله‌های تاریخی و ادبی به قلم محیط طباطبایی از سال ۱۳۰۶ در نشریات معروفی چون شفق سرخ و روزنامهٔ ایران منتشر می‌شد. سلسله مقالات او در بارهٔ محمد زکریای رازی و اعزام محصل به اروپا، موجب شهرت او به‌عنوان پژوهشگری دقیق شد، در همان حال که به‌عنوان مدرس تاریخ و جغرافیا و معلم زبان‌دان شناخته شده بود.
محمد محیط طباطبائی در سال ۱۳۱۳ با ایراد خطابه‌ای با عنوان «عقیدهٔ دینی فردوسی» در کنگرهٔ هزارهٔ فردوسی، توانایی علمی و پژوهشی خود را به نمایش گذاشت و در نظر دانشمندان ایرانی و خارجی حاضر در آن مجمع، به عنوان پژوهشگر احترام بسیار کسب کرد.
محمد محیط طباطبائی ضمن خدمت در وزارت معارف و بعداً وزارت فرهنگ، به نگارش مقالات تحقیق ادامه می‌داد که در طی سالیان تعداد آنها از ۱۵۰۰ مقاله فراتر رفت. مدتی مدیریت مجلهٔ آموزش و پرورش (وابسته به وزارت فرهنگ) را به عهده داشت. خود مجلهٔ محیط را در سال ۱۳۲۱ و بار دیگر در سال ۱۳۲۶ دایر کرد. بین سال‌های ۱۳۲۷ تا ۱۳۳۴ مدت دو سال سمت مستشار فرهنگی ایران در دهلی را به‌عهده داشت، و چهار سال رایزن فرهنگی ایران در عراق و سوریه و لبنان بود. در سال ۱۳۲۹ در نخستین کنگره ابن سینا در بغداد به زبان عربی، تحقیقی در مورد تولد ابن سینا عرضه کرد.
در سال ۱۳۳۷ از شغل معلمی بازنشسته شد. از همان سال به دعوت رادیو ایران برنامهٔ رادیویی مرزهای دانش را دایر کرد که اختصاص به گفتارهایی در زمینهٔ فرهنگ و ادب و تاریخ داشت. این گفتارها توسط خود او یا استادان و محققان برگزیدهٔ او ارائه می‌شد، و دقت نظر محیط طباطبایی در انتخاب موضوع گفتارها آشکار بود. تعداد گفتارهایی که خود او در برنامهٔ مرزهای دانش ایراد کرد بیش از ۴۵۰ بود.
ویژگی محیط طباطبایی از آغاز گام نهادن در عرصهٔ تحقیقات تاریخی و ادبی روحیهٔ بدیعه‌یاب و نکته‌گیرش بود که موجب جدایی و گاه معارضهٔ او با ادبای مشهور زمان چون ملک‌الشعرا بهار و عباس اقبال و سعید نفیسی می‌شد، و شاید همین امر موجب شد که دانشگاه از دانش او بی‌بهره ماند. زمانی که در اواخر دههٔ ۱۳۴۰ دانشگاه تهران از او برای تدریس دعوت کرد، آن دعوت را دیرهنگام دانست و نپذیرفت.
در سال ۱۳۵۲ مؤسسه کیهان مدرسه عالی روزنامه‌نگاری را به نام دانشکده علوم ارتباطی تأسیس کرد. در سال ۱۳۵۴ دکتر صدرالدین الهی که تحصیلات عالی خود را در اروپا در رشته علوم ارتباطی و روزنامه‌نگاری گذرانده و به اخذ دکترا نایل شده بود به عنوان سرپرست و مدیر امور درسی دانشکده مزبور انتخاب گردید و از او دعوت کرد که در نیمه دوم از همان سال تحصیلی ۵-۱۳۵۴ تدریس تاریخ مطبوعات ایران را از زمان محمدشاه تا آغاز حکومت پهلوی بر عهده بگیرد.
در سال ۱۳۵۷ نخستین جایزهٔ آثار ملی از سوی انجمن آثار ملی به او اعطا شد. در سال ۱۳۵۹ برای دومین بار در کنگره ابن سینا شرکت کرد و در اواخر سال ۱۳۶۲ نیز در کنگره خوارزمی سخنرانی نمود. در سال ۱۳۶۹ به عضویت فرهنگستان زبان و ادب فارسی برگزیده شد.
محمد محیط طباطبائی در روز سه‌شنبه بیست و هفتم مرداد ۱۳۷۱ هجری شمسی در آستانهٔ نود سالگی در تهران درگذشت. پیکر او طبق وصیت در برج طغرل در مجاورت ابن بابویه در شهر ری دفن شد.

## آثار
آثار محیط طباطبائی متجاوز از ۲۵۰۰ مقاله و ۶۰۰ خطابه است. عناوین تعدادی از آثار تجدیدچاپ‌شدهٔ او:
- تحلیل مطبوعات ایران
- تاریخ تحلیلی مطبوعات ایران
- مجموعه مقالات در مورد «سید جمال‌الدین اسدآبادی»
- مجموعه مقالات در مورد «فردوسی»
- مجموعه مقالات در مورد «گلستان سعدی»
- مجموعه مقالات در مورد «دیوان حافظ»
- مجموعه مقالات در مورد «خیامی یا خیام». مضمون این کتاب این است که «خیام» ریاضیدان و منجم با «خیامی» شاعر، دو شخص متفاوت هستند.
- مجموعه مقالات در مورد «تاریخ تحلیل مطبوعات»
- مجموعه مقالات در مورد «محمد زکریای رازی»
- مجموعه مقالات در مورد «اعزام محصل به اروپا»
- «دیوان اشعار»
- عظیم پس از باب و پیش از ازل
- رساله خالویه یا ایقان
- طاهرا یا طاهره (پژوهشی در شعر منسوب به طاهره)
- برهان قاطع
- گفتگوی تازه دربارهٔ تاریخ قدیم و جدید

مهم‌ترین اثر استاد محیط طباطبائی گردآوری مجموعه آثار میرزا ملکم خان روشنفکر دوره ناصری است که بعد از انتشار جلد اول آن بنا به دلایل نامعلومی ناتمام مانده است.